# Gina Tognoni
Gina Tognoni, née le 28 novembre 1973 à Saint-Louis dans l'État du Missouri est une actrice américaine.

## Biographie

### Vie privée
Elle est mariée depuis le 16 mai 2009 à Joseph Chiarello.

## Filmographie

### Cinéma
- 2003 : This Time Around : Cara Cabot
- 2003 : Phénomène 2 : Officer Claire
- 2011 : In the Family : L'infirmière Jackson

### Séries télévisées
- 2002 : Fastlane - Saison 1 - Episode 22 : Gabrielle[1]
- 2005 : New York, unité spéciale (saison 6, épisode 23) : officier Kristen Vaill
- 2009 : Venice - Saison 1 : Sami Nelson
- 2014-2019: Les Feux de l'Amour: Phyllis Summers